# Podliski Małe
Podliski Małe – wieś na Ukrainie w rejonie lwowskim (wcześniej w rejonie żółkiewskim) należącym do obwodu lwowskiego.
Przed 1939 współwłaścicielem majątku Podliski Małe (łączna powierzchnia: 853 ha) był Kazimierz Papara.

## Dwór
- parterowy dwór wybudowany na początku XIX w. istniał do 1945 r.[3]

## Ludzie związani ze Podliskami Małymi

### Urodzili się
- Bohdan Bławacki (ur. 1963) – radziecki i ukraiński piłkarz, grający na pozycji napastnika, trener piłkarski;
- Iwan Bławacki (1887–1963) – ukraiński ksiądz greckokatolicki.

### Mieszkali
- Walery Waygart (1821–1902) – burmistrz Przemyśla (1873-1981), poseł do Sejmu Krajowego (1873-1989).